# Сергино (Чановский район)
Сергино — деревня в Чановском районе Новосибирской области. Входит в состав Погорельского сельсовета.

## География
Площадь деревни — 112 гектаров.

## Население
| 2002 | 2007 | 2010 |
| ---- | ---- | ---- |
| 205  | ↘165 | ↘133 |

## Инфраструктура
В деревне по данным на 2007 год функционируют 1 учреждение здравоохранения и 1 учреждение образования.